# Silo piceus
Silo piceus là một loài trong họ Goeridae. Loài này phân bố ở miền Cổ bắc.